# Арка (журнал)
Арка — щомісячний журнал присвячений літературі, мистецтву та культурі, який видавався в Мюнхені від липня 1947 до травня 1948 як додаток до газети «Українська трибуна» в рамках діяльності Мистецького українського руху. 
Головними редакторами були В. Петров та Ю. Шевельов, членами редколегії - Юрій Косач, Богдан Нижанківський, Зенон Тарнавський, а оформлював журнал Яків Гніздовський. 
Вийшло 11 чисел журналу. 
На початку 1990-х років в Києві було здійснено спробу відновлення цього журналу.